# Lignocerinsäure
Lignocerinsäure (n-Tetracosansäure) ist eine chemische Verbindung aus der Gruppe der gesättigten höheren Fettsäuren. Sie zählt zur Untergruppe der Wachssäuren. Ihre Salze und Ester heißen Lignocerate (systematisch auch Tetracosanoate.)

## Vorkommen
Lignocerinsäure findet sich im Tallöl, ein Nebenprodukt bei der Ligninherstellung, sowie im Holzteer. Weiter ist sie in den Triglyceriden des Erdnussöls und in vielen anderen Pflanzenölen als Ester enthalten, sie kommt in dieser Form in vielen Pflanzenarten vor. Carnaubawachs enthält Ester der Lignocerinsäure.

## Eigenschaften
Lignocerinsäure ist ein Feststoff mit einem Schmelzpunkt von ca. 82–84 °C und sie ist in Wasser praktisch unlöslich.
Die Reduktion der Lignocerinsäure führt zum Lignocerylalkohol.

## Veraltete Bezeichnung
In der Literatur findet sich auch die Carnaubasäure (24:0), die Konstitution ist aber unbestimmt, hingegen der Schmelzpunkt von 72,5 °C scheint ungefähr klar zu sein. Sie wird auch manchmal mit dem Isomer, der Lignocerinsäure (24:0) gleichgesetzt, dies ist aber aufgrund des stark unterschiedlichen Schmelzpunktes unwahrscheinlich. Es scheint sehr wahrscheinlich, dass es sich bei der Carnaubasäure nicht um eine eigene Fettsäure handelt, sondern um Proben von Lignocerinsäure, welche mit anderen Säuren verunreinigt sind.